# Rawang Kao
Rawang Kao is een bestuurslaag in het regentschap Siak van de provincie Riau, Indonesië. Rawang Kao telt 2777 inwoners (volkstelling 2010).